# Општина Шибот (Алба)
Шибот (рум. Şibot) општина је у Румунији у округу Алба.
Oпштина се налази на надморској висини од 203 m.